# Бегайло Роман Олександрович
Роман Олександрович Бегайло (нар. 1894, місто Люблін, тепер Республіка Польща — розстріляний 1938) — український радянський партійний діяч, 2-й секретар Вінницького обласного комітету КП(б)У. Кандидат у члени ЦК КП(б)У в червні 1930 — січні 1934 р. Член ЦК КП(б)У в січні 1934 — січні 1937 р.

## Біографія
Народився у серпні 1894 року в родині робітника-столяра. У 1907 році закінчив двокласне Люблінське міське училище. У серпні 1908 — вересні 1912 р. — учень токаря приватного заводу ваг у місті Любліні. У вересні 1912 — червні 1913 р. — учень заводської професійно-технічної школи приватного автомобільного заводу в місті Млади Болєслав Австро-Угорської імперії. У червні 1913 — січні 1914 р. — токар приватного заводу ваг у місті Любліні. У січні — вересні 1914 р. — токар приватного верстатобудівного заводу у місті Варшаві.
У вересні 1914 — лютому 1915 р. — монтер, встановлювач верстатів Обухівського заводу у місті Петрограді. У лютому 1915 — червні 1917 р. — токар Краматорського машинобудівного заводу Харківської губернії.
Член РСДРП(б) з травня 1917 року.
У червні 1917 — лютому 1918 р. — скарбник, голова Краматорського районного комітету РСДРП(б) Харківської губернії. У лютому — квітні 1918 р. — політичний керівник Краматорської Червоної гвардії. У квітні 1918 — лютому 1919 р. — на лікуванні у військовому госпіталі в місті Саратові.
У лютому — травні 1919 р. — секретар Краматорського районного комітету КП(б)У. У травні — липні 1919 р. — член Алуштинського революційного комітету в Криму. У липні — листопаді 1919 р. — начальник агітаційного поїзду політичного відділу 14-ї армії РСЧА. У листопаді 1919 — березні 1920 р. — начальник відділу політичної просвіти Тверського губернського військового комісаріату.
У березні — червні 1920 р. — завідувач організаційного відділу Слов'янського повітового комітету КП(б)У Донецької губернії. У червні 1920 — березні 1921 р. — помічник начальника політичного відділу Політичного управління Революційної військової ради Республіки. У лютому — листопаді 1922 р. — політичний комісар Слов'янського курорту Донецької губернії.
У листопаді 1922 — квітні 1923 р. — відповідальний секретар Новоград-Волинського повітового комітету КП(б)У. У квітні 1923 — 1924 р. — відповідальний секретар Коростенського окружного комітету КП(б)У. У 1924 — серпні 1925 р. — відповідальний секретар Житомирського окружного комітету КП(б)У.
У серпні 1925 — червні 1926 р. — студент курсів марксизму-ленінізму при ЦК КП(б)У в місті Харкові. У червні 1926 — лютому 1927 р. — інструктор ЦК КП(б)У в Харкові.
У лютому 1927 — червні 1929 р. — завідувач організаційно-розподільчого відділу і заступник відповідального секретаря Одеського окружного комітету КП(б)У.
У червні 1929 — серпні 1930 р. — відповідальний секретар Шевченківського (Черкаського) окружного комітету КП(б)У.
У серпні 1930 — січні 1931 р. — завідувач територіального сектору організаційно-інструкторського відділу ЦК КП(б)У.
У січні 1931 — березні 1932 р. — голова Всеукраїнського комітету професійної спілки залізничників. У березні — вересні 1932 р. — партійний організатор ЦК ВКП(б) дирекції Катерининської залізниці у місті Дніпропетровську.
У жовтні 1932 — вересні 1936 р. — 2-й секретар Вінницького обласного комітету КП(б)У.
У вересні 1936 — 1937 р. — на партійній роботі в місті Саратові.
Заарештований влітку 1937 року в Саратові. Розстріляний.